# 香川 (小惑星)
香川（かがわ、6665 Kagawa）は小惑星帯に位置する小惑星。静岡県清水市（当時）の日本平観測ステーションで浦田武が発見した。
静岡県の月光天文台のスタッフの香川哲男から命名された。